# Die nackten Tatsachen
Die nackten Tatsachen ist eine US-amerikanische Filmkomödie aus dem Jahr 1967 von Alexander Mackendrick mit Tony Curtis, Claudia Cardinale und Sharon Tate in den Hauptrollen.
Der von Metro-Goldwyn-Mayer produzierte Film handelt von Beziehungsverwicklungen zwischen verschiedenen Figuren in Kalifornien. Dabei spielen komödiantische Aspekte sowie die Pop- und Strandkultur eine wichtige Rolle.

## Handlung
Der charmante Carlo Cofield ist in Südkalifornien unterwegs. Um die Aussicht aufs Meer genießen zu können, parkt er seinen Wagen für einen Moment am Straßenrand. Carlo stößt auf die italienische, temperamentvolle Hobbymalerin Laura, als diese mit ihrem Wagen mit seinem geparkten Wagen kollidiert. Carlos Auto macht sich daraufhin selbständig und stürzt mit all seinen wichtigen Papieren über einen Abhang. Um ihr schlechtes Gewissen zu beruhigen, nimmt Laura daraufhin Carlo bei sich auf. Er entdeckt, dass Laura ein Verhältnis mit Rod Prescott, dem Geschäftsführer einer Swimming-Pool-Firma hat. Carlo, der jetzt ein neues Leben anfangen muss, erpresst Rod damit, alles seiner Frau zu erzählen, wenn er ihm nicht einen Job geben würde. Carlo verliebt sich in die bildhübsche Malibu, die aber schon mit dem Muskelpaket Harry liiert ist. Durch eine Intrige mittels einer Wahrsagerin bringt Carlo Harry dazu sich von Malibu zu trennen. Malibu zieht daraufhin zu Carlo, der inzwischen ein Haus gekauft hat das an einem Abhang steht. Während eines Orkanes treffen nach und nach Rod, seine Frau, Laura, Malibu und Harry bei Carlo ein. Das Haus droht durch einen von dem Orkan ausgelösten Erdrutsch den Abhang herunterzustürzen. Während alle auf die Rettungskräfte warten, verzeiht Harry Carlo und macht Malibu einen Antrag, den sie annimmt. Rod und seine Frau kommen sich auch wieder näher. Und Carlo macht Laura einen Antrag, den sie ebenfalls annimmt. Der Film endet mit dem Herabrutschen des Hauses, das aber alle überleben.

## Weiteres
Als der Film Don’t Make Waves 1967 in die Kinos kam, war die Kalifornien-Welle in Musik und Film bereits dabei abzuklingen, ebenso wie Tony Curtis’ Status als Sex-Symbol. Die Kritik am Film war durchwachsen. In American Prince, Curtis’ Autobiographie, schrieb Tony Curtis, dass die Handlung entsetzlich lächerlich gewesen sei, er aber prozentual an den Einnahmen beteiligt war und die Rolle daher annahm. Der Film spielte 1,25 Millionen US-Dollar ein. Sharon Tate schrieb ihrem Mann Roman Polanski, dass die Atmosphäre am Filmset unangenehm war, vor allem nachdem ein Stuntman bei einem Stunt mit einem Fallschirm gestorben war.